# Prithudaka
チャトゥルヴェーダ・プリトゥダカ・スワミ( c. 830 – c. 890 ) はインドの数学者で、方程式の分野での偉業がよく知られている。ブラマグプタに関する重要な解説も書き残している。